# Anca Dragu
Anca Dana Dragu Paliu (1972. május 3. –) román közgazdász, liberális párti politikus, Románia pénzügyminisztere (2015–2017), majd a szenátus elnöke (2020-2021).

## Életpályája
1996-ban szerzett közgazdász diplomát a bukaresti Közgazdaságtudományi Akadémián. Öt évet töltött a Román Nemzeti Banknál (1996–2001), ezt követően – 2001 szeptembere és 2013 januárja között – a Nemzetközi Valutaalap (IMF) romániai és bulgáriai regionális irodájában dolgozott. 2013-ban gazdasági elemzőként helyezkedett el a brüsszeli székhelyű Európai Bizottság Gazdasági és Pénzügyi Főigazgatóságán. Innen hívta haza Dacian Cioloș 2015 novemberében, hogy legyen – az általa vezetett, és Victor Ponta lemondását követően újonnan megalakuló – technokrata kormány pénzügyminisztere. Székéből a 2016-os romániai parlamenti választásokat követően, 2017 januárjában állt fel, átadva helyét Viorel Ștefannak.
2017 és 2019 között az Európai Bizottság Gazdasági és Pénzügyi Főigazgatóságán főigazgató-helyettesi tanácsadó, majd 2019 és 2020 között a helyi áram- és gázszolgáltató társaság, az E.ON România vezérigazgató-helyettese volt. A 2020. december 6-ai romániai parlamenti választást követően beválasztották a szenátusba, s az újonnan megalakult Szenátus elnökévé választották (december 21.).
2015-ben, Ioana Petrescut követően Románia történetének második női pénzügyminisztere lett, 2020 végétől pedig ő az első nő a román szenátus elnökei között.